# Consolidated Edison Building
El Consolidated Edison Building (también conocido como Consolidated Gas Building y 4 Irving Place) es un rascacielos neoclásico en Gramercy Park, Manhattan, Nueva York (Estados Unidos). El edificio de 26 pisos fue diseñado por los estudios de arquitectura de Warren and Wetmore y Henry Janeway Hardenbergh. Ocupa los dos tercios occidentales de la cuadra delimitada por la calle 14 este al sur, la Avenida Lexington al oeste, la calle 15 al norte, la Tercera Avenida al este. Sirve como la sede de la empresa de energía Consolidated Edison, también conocida como Con Ed.
El sitio anteriormente tenía Tammany Hall y la Academia de Música, así como las oficinas del predecesor de Con Ed, Consolidated Gas. La compañía de gas tenía originalmente su sede en calle 15 e Irving Place, pero había superado su edificio original en los años 1910. Como resultado, Hardenbergh diseñó una expansión para la sede existente, que se construyó entre 1911 y 1914. Esta expansión se incorporó más tarde a una estructura más grande construida por Warren y Wetmore entre 1926 y 1929. Una vez finalizado, su diseño fue elogiado por los medios locales y su "Torre de la Luz" se convirtió en un símbolo del horizonte local. El 10 de febrero de 2009, fue declarado monumento designado por la ciudad de Nueva York.

## Historia

### Sitio
El sitio fue ocupado originalmente por los lenape hasta 1651, cuando un gran tramo desde Bowery (ahora Cuarta Avenida) hasta el East River entre las calles 3 y 30 fue entregado al director general de Nuevos Países Bajos, Peter Stuyvesant. : (v. 6) 9, 142–144  : 12–21  Si bien la familia Stuyvesant retuvo gran parte de su tierra durante el siglo XVIII, unas 13,4 ha de la finca Stuyvesant fueron compradas en 1748 por Cornelius Tiebout, cuya viuda más tarde pasó la propiedad de la tierra a su hijo, Cornelius T. Williams. La parcela actual incluye terrenos de Stuyvesant, Williams y el subastador David Dunham. Cuando se trazó la cuadrícula de calles de Manhattan con el Plan de los Comisionados de 1811, se proporcionó espacio para lo que se convertiría en Union Square, una cuadra al oeste del actual Consolidated Edison Building, que se inauguró en 1839. Al este de la plaza, entre las avenidas Cuarta y Tercera, Samuel B. Ruggles desarrolló una comunidad de casas adosadas y una calle norte-sur llamada Irving Place.  
El bloque que ahora ocupa el Consolidated Edison Building fue ocupado originalmente por edificios de diversos usos, incluidas las casas adosadas en la calle 15, la Iglesia Presbiteriana de la Calle Quince y la Facultad de Medicina de la Universidad de Nueva York en la calle 14. Manhattan Gas Light Company compró un terreno en la esquina sureste de calle 15 e Irving Place en 1855, donde erigió una estructura de oficinas neorrenacentistas. Justo al sur de la oficina de Gas Light Company estaba la Academia de Música, el tercer teatro de ópera de Nueva York, que se inauguró en 1854. La estructura se quemó en 1866, destruyendo el frente de la calle 14 entre la Tercera Avenida e Irving Place. La Academia de Música fue reconstruida y continuó sirviendo como un sitio de ópera hasta 1887, cuando se convirtió en una sala de cine. La organización política Tammany Hall compró el sitio de la antigua escuela de medicina y construyó allí su sede. Otro edificio en el sitio actual del Consolidated Edison Building, una mansión en 2 Irving Place, sirvió como sede del Lotos Club.

### Construcción

#### Estructura de Hardenbergh
En los años 1880, en un momento en que la competencia entre las compañías de gas de la ciudad de Nueva York era alta, Manhattan Gas Light Company y varias otras compañías de gas se combinaron para convertirse en Consolidated Gas Company. Para 1910, las oficinas originales en la calle 15 demostraron ser insuficientes para las operaciones de la compañía, y había abierto oficinas en varios otros edificios de la cuadra, incluida la antigua casa Lotos Club. Como resultado, Consolidated Gas contrató a Henry Janeway Hardenbergh para diseñar un edificio de oficinas de 12 pisos en ese sitio. Este se iba a construir en dos fases para que las operaciones de la empresa pudieran funcionar con pocas interrupciones. El arquitecto había construido previamente una sala de exposición para la empresa.
La primera fase de construcción, entre enero y septiembre de 1911, implicó la construcción de un edificio de 19 m en 124-128 East calle 15, que una vez terminado albergó a las subsidiarias y afiliadas de la empresa. La sede original y la casa Lotos Club se conservaron originalmente como oficinas, pero esto pronto resultó ser insuficiente también. Consolidated Gas modificó sus planes para acomodar siete pisos adicionales, incluido un penthouse, en el nuevo edificio, y adquirió un área de 91,4 m este de la propiedad existente. Para soportar los pisos adicionales, se construyó una armadura para distribuir el peso entre las estructuras más antiguas y la más reciente. 

#### Estructura de Warren y Wetmore
Después de que se terminó el edificio de 19 pisos en 1914, Consolidated Gas alquiló parte del espacio adicional en el inmueble, ya que en ese momento, la empresa no necesitaba usar toda el área del piso. Un edificio de dos pisos en 144 East calle 15 se agregó en 1915 y se usó para salas de exhibición. Sin embargo, en los años 1920, Consolidated Gas se había expandido a los distritos exteriores y se necesitaba aún más espacio para oficinas. En 1925, la empresa compró la Academia de Música, que acogió su último espectáculo en mayo siguiente. Consolidated Gas encargó a Warren y Wetmore, que anteriormente habían diseñado algunas de las sucursales de la empresa, así como a T. E. Murray, Inc., que construyó plantas de calderas y estaciones generadoras de energía. Los planos se enviaron al Departamento de Edificios en octubre de 1926 y la expansión se completó poco más de dos años después.
El Tammany Hall Building en la calle 14 fue vendido a Joseph P. Day y J. Clarence Davis, del sindicato inmobiliario D&D Company, en diciembre de 1927. La sociedad planeaba mudarse a la cercana 44 Union Square East, que entonces estaba en construcción. D&D vendió el Tammany Hall nuevamente a Consolidated Gas en enero de 1928. Hubo acusaciones de que los líderes de Tammany se beneficiaron de las ventas. Day, un miembro de Tammany Hall desde hace mucho tiempo, finalmente acordó dar la ganancia de 70 000 dólares de la venta a Tammany. Tammany Hall permaneció se trasladó en julio de 1928 a un espacio temporal en 2 Park Avenue.
Los planos para un anexo se presentaron al Departamento de Edificios en septiembre de 1928 y el anexo se terminó en noviembre siguiente. Después de la finalización de esta expansión, el Consolidated Gas tenía 93 000 m² de superficie construida, utilizada por 7000 empleados. : 199 

### Uso

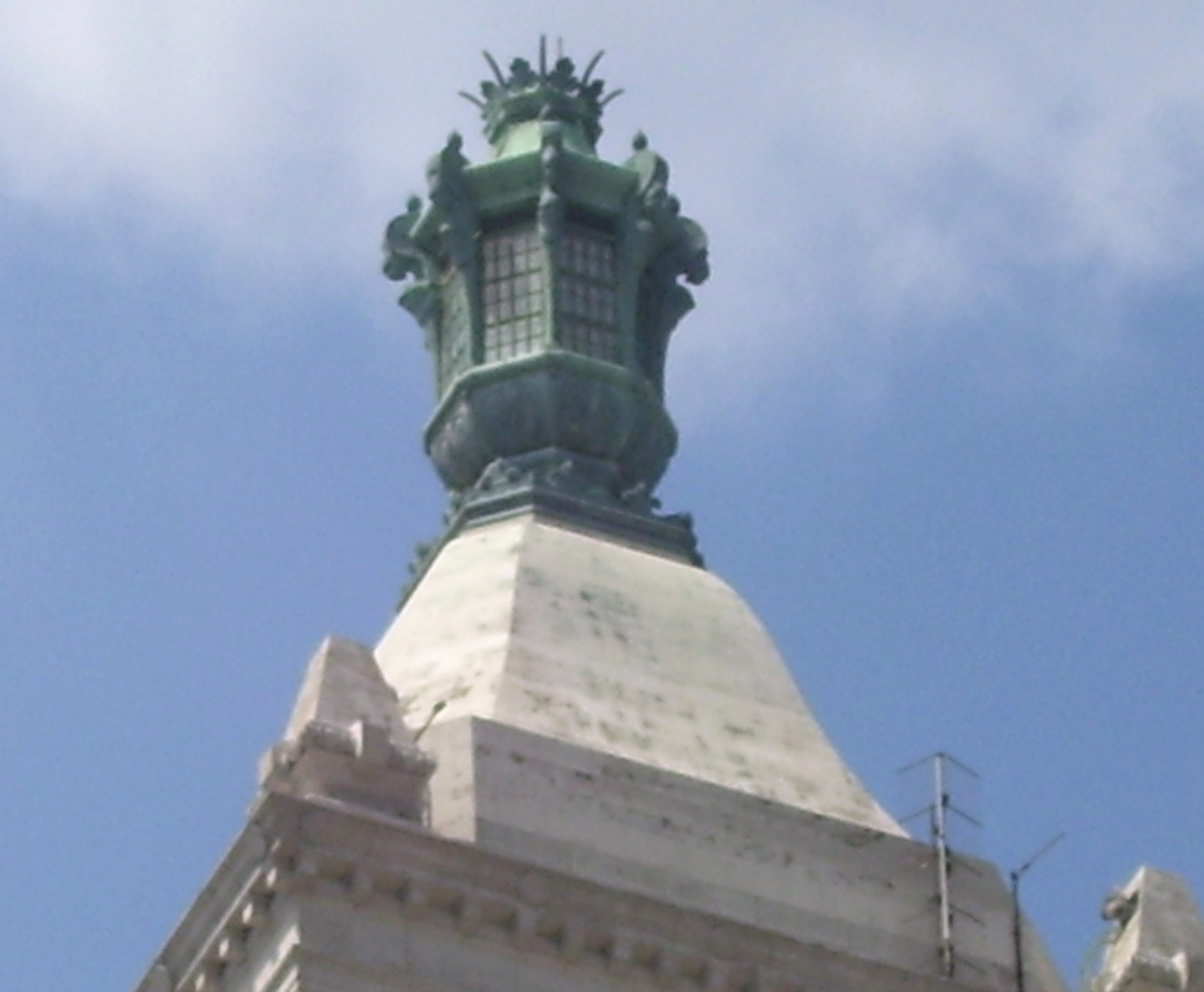
La "Torre de la Luz" en la parte superior de la torre del edificio, vista desde la Tercera Avenida

Una guía de 1932 declaró que Consolidated Gas se había convertido en la "empresa más grande del mundo que proporciona servicio eléctrico". : 199  Cuatro años más tarde, Consolidated Gas se incorporó como Consolidated Edison Company de Nueva York, y su sede se renombró en consecuencia. En los años 1970, la sede tenía 6000 empleados. Con Ed continuó expandiéndose a los estados adyacentes, aunque aún conserva su sede en Gramercy Park. 
El espacio de la planta baja se alquiló a varios inquilinos, incluido First National City Bank (ahora Citibank). En 1975, las Fuerzas Armadas de Liberación Nacional Puertorriqueña, un grupo nacionalista puertorriqueño, se atribuyeron la responsabilidad de un bombardeo que causó daños menores al inmueble, pero no hirió a nadie. El grupo también se atribuyó la responsabilidad de un bombardeo similar en el mismo lugar en 1978, que también causó pocos daños. En 2010, el espacio estaba ocupado por inquilinos como el New York Sports Club, el Apple Bank for Savings y la tienda de muebles Raymour & Flanigan. 
Se han realizado pocas modificaciones en la fachada desde las ampliaciones de los años 1920. Entre 1965 y 1966 se volvió a pintar la fachada y se le aplicó una emulsión acrílica. Otros cambios incluyeron la reconfiguración de la fachada de la calle 15 en 1954, así como varios reemplazos e instalaciones de componentes. Las bombillas del reloj de la torre se reemplazaron en 1994, la torre y la fachada se repararon de 1997 a 2001, y las bombillas de la fachada se reemplazaron en 2008 En 2010, fue designado oficialmente un hito de la ciudad por la Comisión de Preservación de Monumentos de la Ciudad de Nueva York.

## Arquitectura
El edificio está ubicado oficialmente en 4 Irving Place, aunque también ocupa los lotes entre 2 y 10 Irving Place. La altura del techo es de 123 m mientras que la altura hasta la punta de la linterna es de 145,7 m. Para la estructura, los arquitectos elaboraron una forma de piedra caliza con sus esquinas revestidas con un quoin simulado. Se levantaron hileras de piedra para crear una columna de bloques sobresalientes.

### Estructura de Hardenbergh

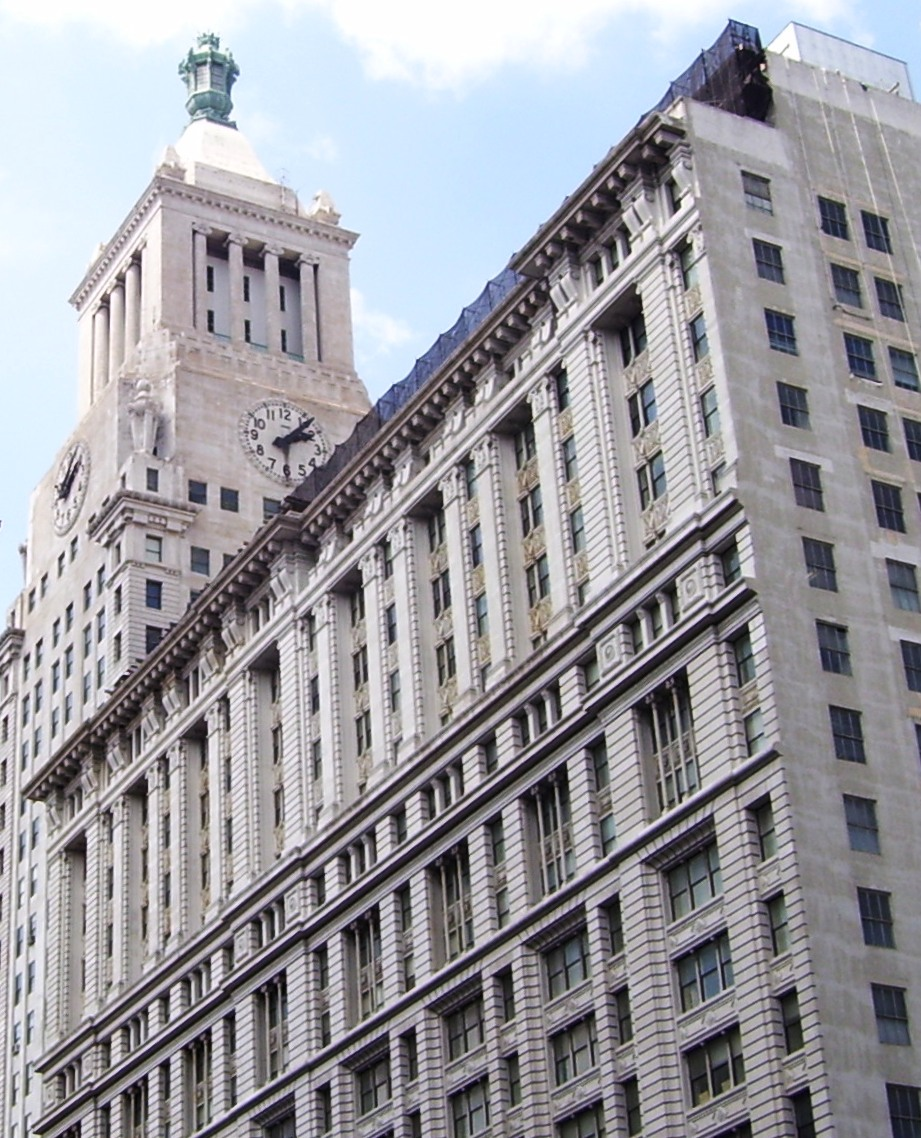
La estructura de Hardenbergh, vista desde la Tercera Avenida hacia el este. Los seis pisos superiores se agregaron después de la construcción. Hay cornisas sobre los pisos 10, 12, 13 y 17, y una cornisa de coronación sobre el piso 18. Se puede ver un ático en el piso 19 y está apartado de la fachada principal

La estructura inicial de Hardenbergh fue uno de los últimos diseños del arquitecto. Los planos originales requerían un edificio de 12 pisos con una fachada de piedra caliza. En los planos originales, los tres niveles inferiores debían contener escaparates, con arcos segmentados de doble altura a lo largo de la fachada de la planta baja y la segunda planta. En los siete niveles centrales, las ventanas debían empotrarse en tramos arquitectónicos, y cada tramo tenía tres ventanas en cada piso. Los dos niveles superiores debían contener ventanas empotradas en la fachada, separadas por columnas en el orden jónico, así como enjutas decoradas dentro de las ventanas.
El plan original de Hardenbergh requería que la entrada principal estuviera en la calle 15, pero cuando se implementó el diseño ampliado del edificio, la entrada principal se trasladó a Irving Place mientras que la entrada secundaria se trasladó a la calle 15. La entrada de Irving Place recibió un pórtico empotrado sostenido por columnas jónicas, mientras que la entrada de la calle 15 tenía un diseño más simple. Los 12 pisos originales se mantuvieron prácticamente iguales, pero el piso 13 del edificio se distinguió por un diseño "de transición" con pequeñas cornisas por debajo y por encima de ese piso. Los pisos del 14 al 17 tenían pilares entre cada tramo empotrado, que se apoyaban en pilastras jónicas, mientras que en el piso 18 se colocaba una cornisa saliente. Se utilizaron elementos de varios estilos arquitectónicos, incluida la base de Beaux-Arts, la sección media barroca y neorrenacentista y las decoraciones neoclásicas en la parte superior. Robert A. M. Stern escribió en 1983 que la combinación de estilos de Hardenbergh, como se usó en otro de sus encargos, el Plaza Hotel cerca de Central Park, demostró una "combinación magistral de gemuetlichkeit y rigor clásico". : 262 
La iluminación de la fachada fue una parte clave del diseño de Hardenbergh: las lámparas se suspendieron debajo de la cornisa y en la línea del techo, y los escaparates a nivel del suelo también se iluminaron. Incluso el uso de piedra caliza en la fachada, en lugar de ladrillo, favoreció la iluminación, ya que la piedra caliza reflejaba la luz generada por estas lámparas. El Real Estate Record & Guide citó el esquema de iluminación exterior como "un ejemplo tan interesante de iluminación exterior decorativa como jamás se haya intentado en la ciudad de Nueva York". Dicha iluminación se había utilizado anteriormente en la ciudad, especialmente en los parques de atracciones Luna Park y Dreamland en Coney Island, así como durante la celebración de Hudson Fulton en 1909, cuando se colocó iluminación en los puentes del Río Este y en estructuras importantes como el Singer Building y el Hotel Plaza. Sin embargo, todavía era relativamente raro que los edificios de oficinas se iluminaran cada noche, aunque tales esquemas de iluminación se probaban comúnmente en las instalaciones de las compañías eléctricas. : 54, 98–101  El esquema de iluminación fue descartado en los años 1920 cuando se construyó la torre Warren and Wetmore. 

### Estructura de Warren y Wetmore
El diseño de la torre de 26 pisos en Irving Place y la calle 14 era similar a la Torre Metropolitan Life Insurance Company en Madison Avenue y la calle 23. Dos alas de 18 pisos que envuelven la torre fueron diseñadas de manera similar a la estructura de Hardenbergh. La decoración era similar a la del diseño de Hardenbergh, pero con menos detalles. La base tenía una columnata de tres pisos en estilo dórico. En toda la sección Warren y Wetmore del edificio, hay ornamentación inspirada en la luz que incluye representaciones de urnas, antorchas, lámparas, rayos y soles. Estas decoraciones simbolizan la función de Con Ed como compañía eléctrica y, por extensión, proveedora de luz.

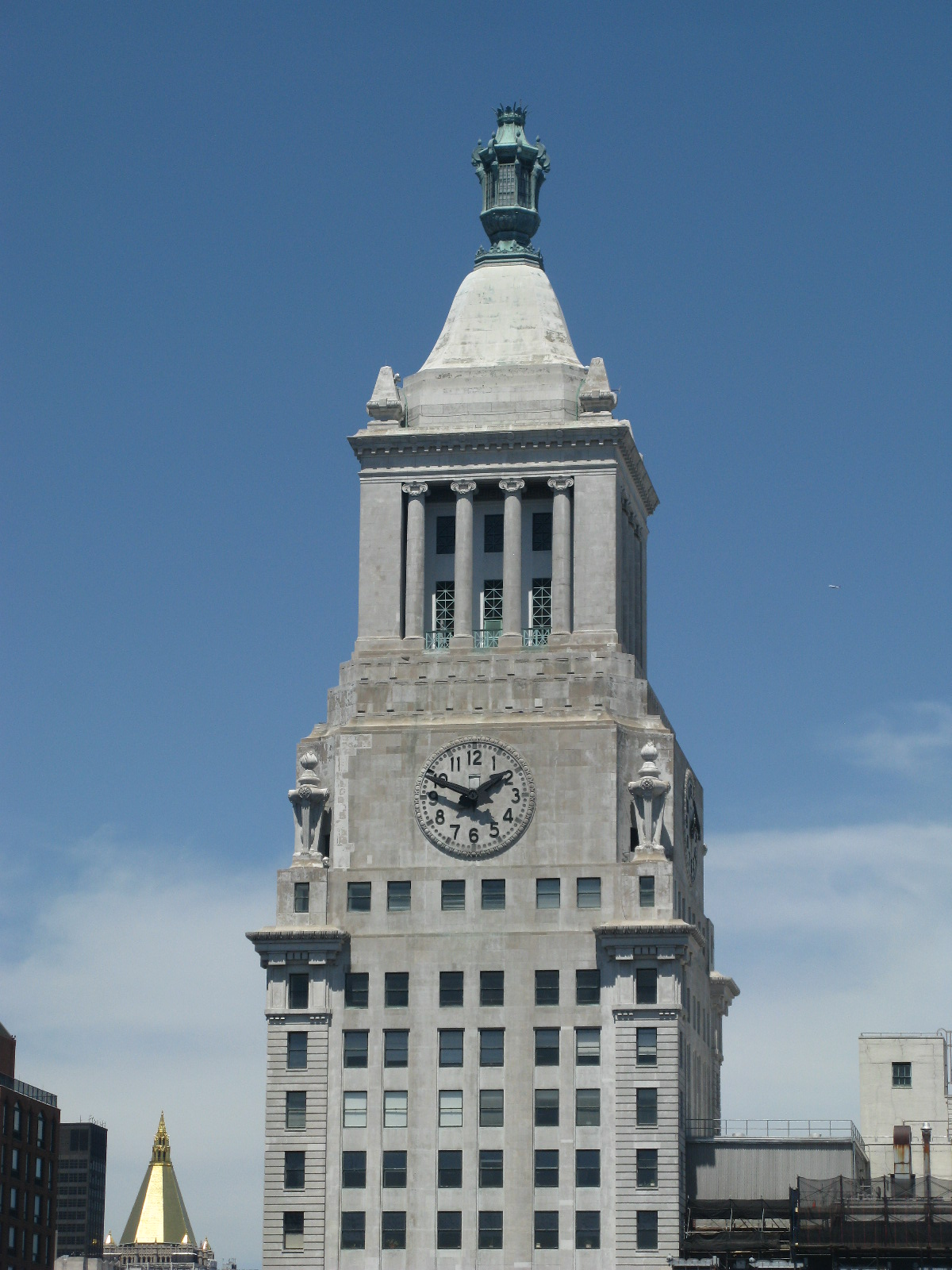
Torre

Elevándose sobre la base había una torre que estaba retranqueada, como lo requiere la Ley de Zonificación de 1916. La ornamentación en la cima de la torre incluía urnas y obeliscos, que normalmente estaban asociados con aspectos fúnebres, y se inspiró en el Mausoleo de Halicarnaso. Estas decoraciones conmemoran a los trabajadores de Con Ed muertos en la Primera Guerra Mundial. La sección de la torre estaba coronada por una "Torre de Luz" diseñada para parecerse a un templo en miniatura, coronada por una linterna de bronce que se ilumina por la noche. Debajo de la linterna de bronce se encuentra una logia empotrada de columnas, que se iluminan por la noche con varios temas de colores. Bajo la arquitectura de la columna, la torre incluye cuatro caras de reloj separadas de 16 pies de ancho a cada lado del edificio. El esquema de iluminación de la torre Warren y Wetmore se implementó por primera vez en 1929. En ese momento, el esquema de iluminación era inusual ya que proporcionaba luz de color, a diferencia de los colores simples expresados por la iluminación de la mayoría de los otros edificios, y también funcionaba con electricidad en lugar de gas. 
La adición fue muy elogiada por sus características. Un crítico de The New Yorker escribió en 1929 que la adición, "curiosamente encajada entre los edificios que lo flanqueaban", incluía "un eje robusto, clásico en detalles y vigoroso en silueta". El escritor del New Yorker explicó además que el inmueble estaba bien integrado en las características de las estructuras vecinas y empleaba un buen uso de los contratiempos, pero que la cornisa sobre la base estaba ligeramente compensada. Otra revista, The Architect, declaró que el diseño y la decoración "hicieron de este un edificio de mérito y distinción inusuales", mientras que W. Parker Chase escribió en 1933 que el Consolidated Edison Building se encontraba entre las estructuras más "hermosas y magníficas de la ciudad". : 199  También se elogió el esquema de iluminación. En la Guía de la ciudad de Nueva York de la WPA de 1939, los trabajadores del Proyecto Federal de Escritores calificaron el esquema de iluminación como uno de los "hitos de bienvenida" de la ciudad, mientras que en 1981, The New York Times describió la Torre de la Luz como uno de los "coronas de luz" que decoran el horizonte de Manhattan.